# Lubieszewo (przystanek kolejowy)
Lubieszewo – zlikwidowany przystanek gryfickiej kolei wąskotorowej w Lubieszewie, w województwie zachodniopomorskim, w Polsce. Przystanek został zamknięty 1. października 1996 roku.